# Lamborghini Revuelto
Lamborghini Revuelto – hybrydowy supersamochód klasy wyższej produkowany pod włoską marką Lamborghini od 2023 roku.

## Historia i opis modelu

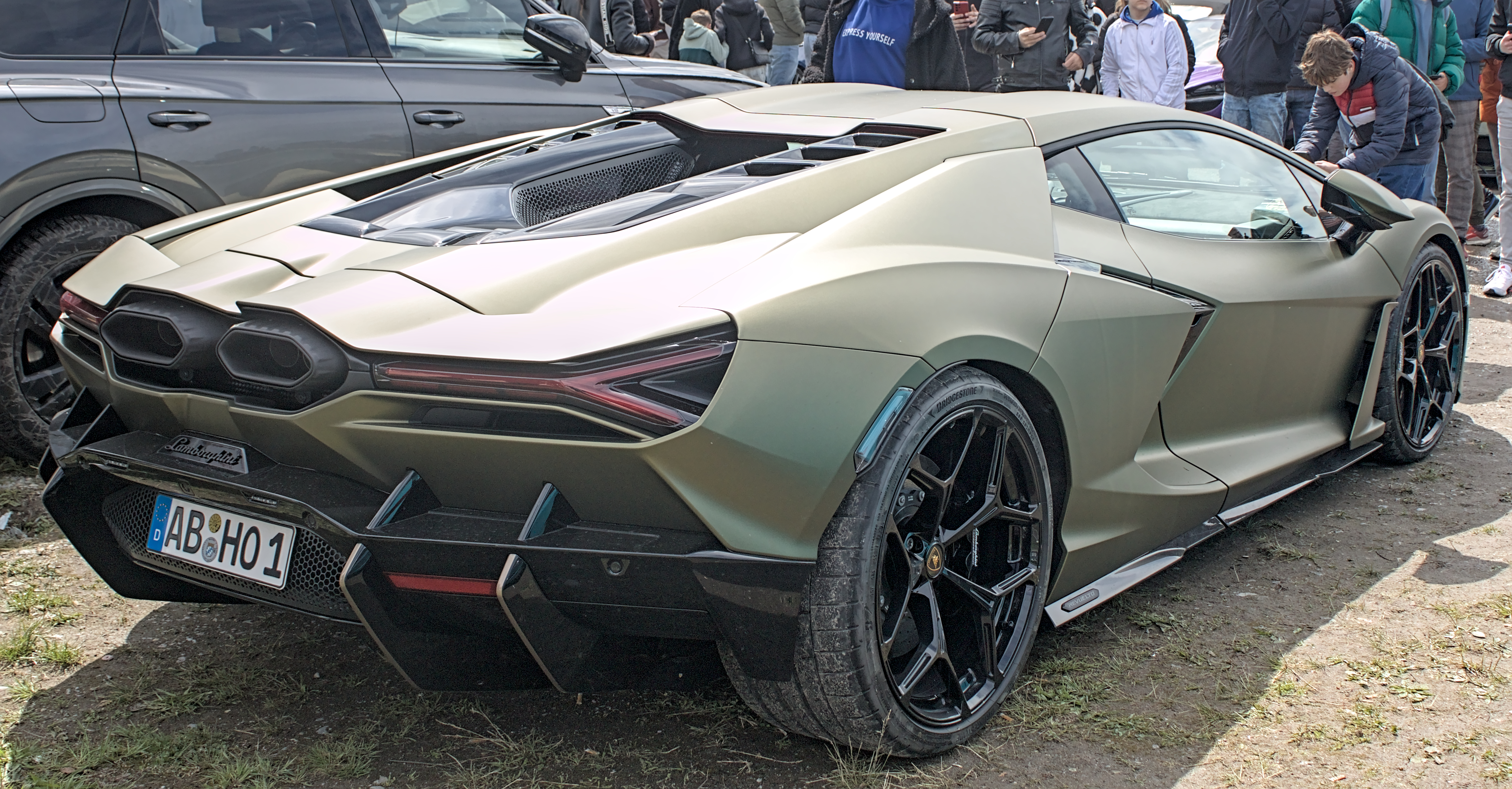
Lamborghini Revuelto - tył

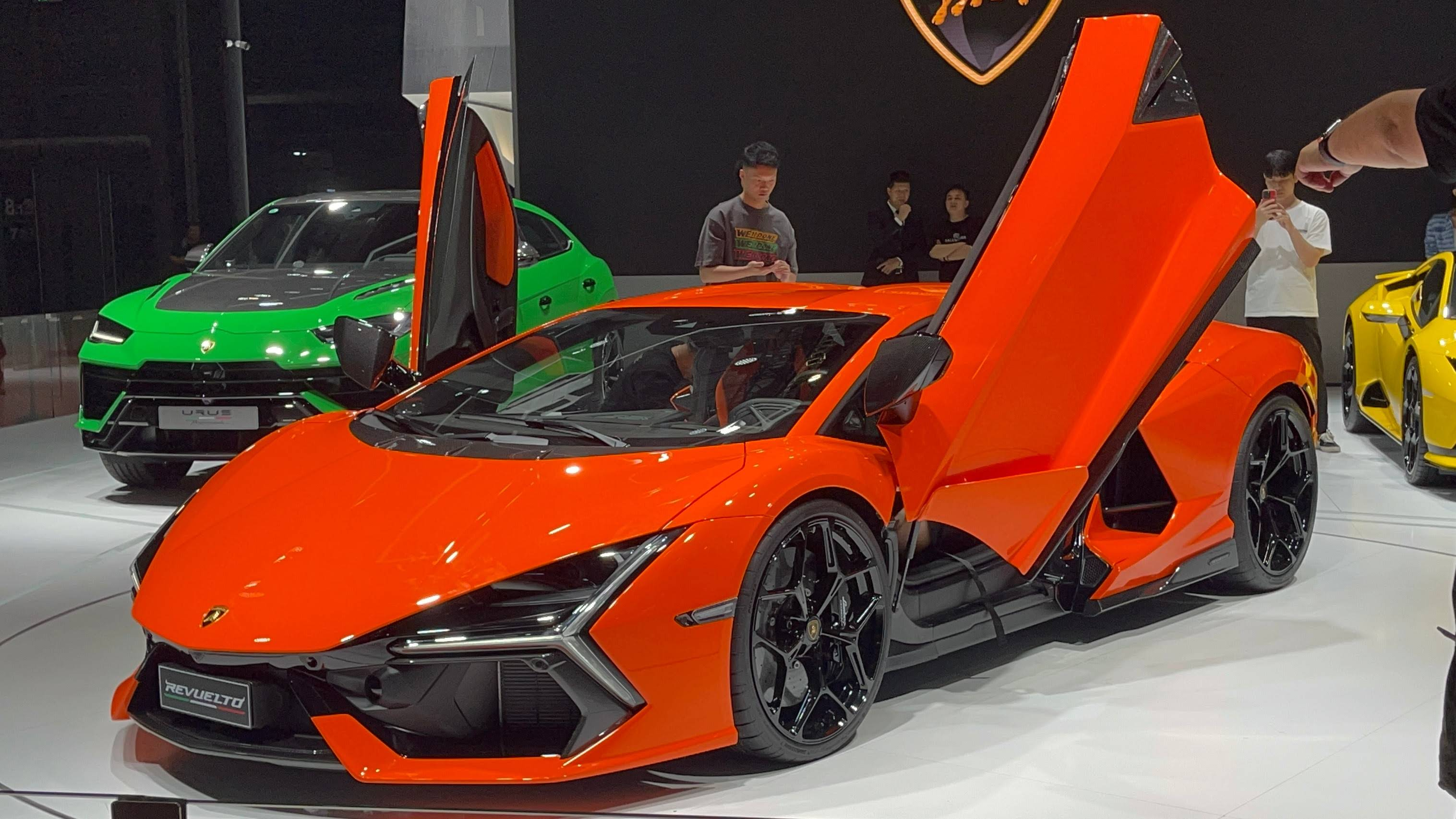
Lamborghini Revuelto - otwarte drzwi

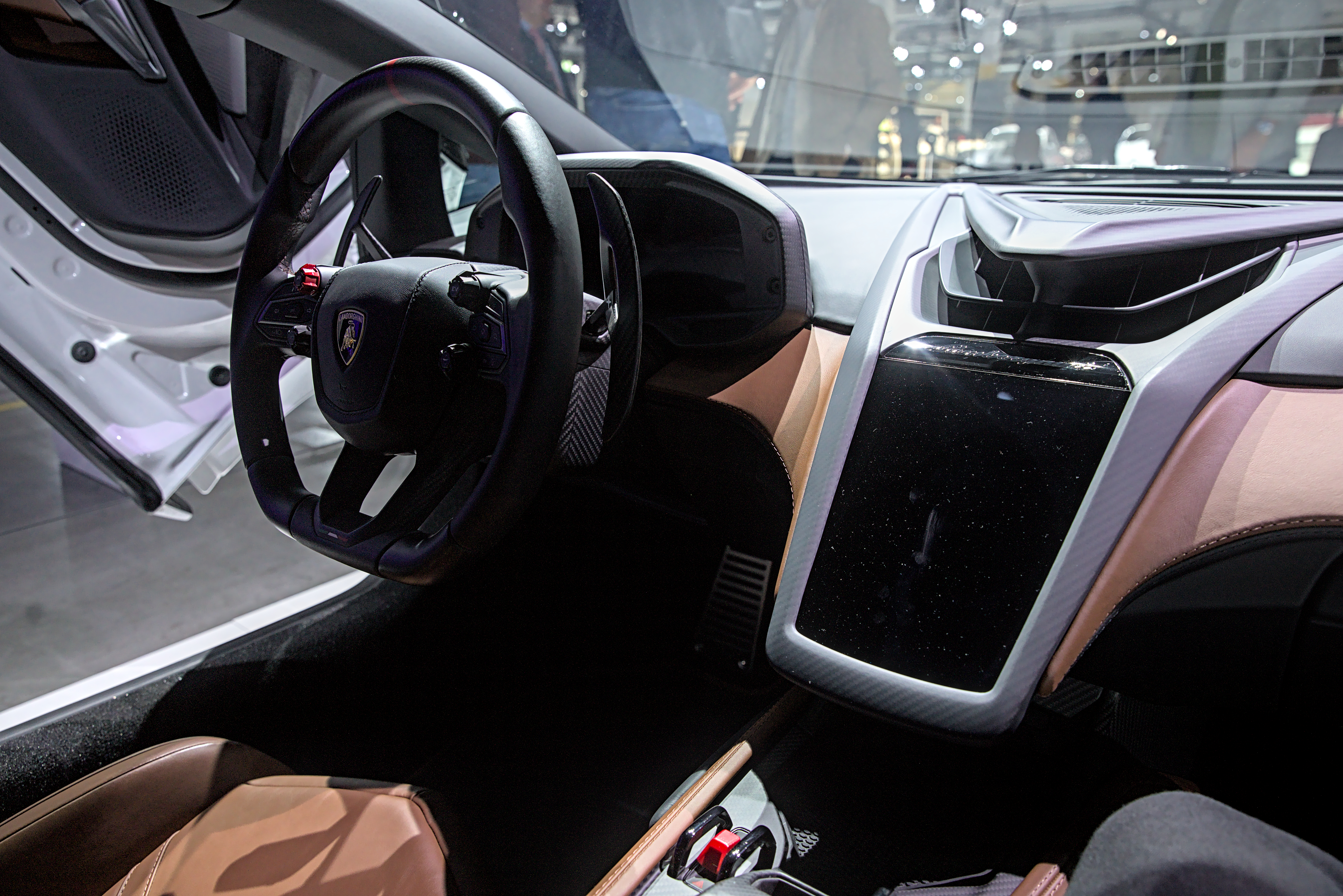
Lamborghini Revuelto - kokpit

Po zakończeniu produkcji obecnego przez 11 lat na rynku Aventadora we wrześniu 2022, gama Lamborghini została wolna od flagowego supersamochodu przez ponad pół roku. Oficjalna prezentacja bezpośredniego następcy, dla którego wybrano nową nazwę, miała miejsce ostatecznie pod koniec marca 2023. Lamborghini Revuelto powstało według nowego języka stylistycznego, jako pierwszy masowo produkowany model firmy wykorzystując zelektryfikowany, hybrydowy układ napędowy. W stosunku do poprzednika uzyskano o 10% niższą masę całkowitą, a także o 25% lepszą skrętność układu kierowniczego.
Wygląd Revuelto opracował główny stylista Lamborghini, Mitja Borkert. Szpiczaste, ostro zarysowane nadwozie przyozdobniono obszernymi przednimi wlotami powietrza, które płynnie połączono charakterystycznym układem reflektorów wykonanych w technologii LED z motywem litery "Y". Tylną część nadwozia zdominował podwójny, sześciokątnie ukształtowany ukłąd wydechowy umieszczony pomiędzy lampami, a tylne skrzydło wraz z dyfuzorem zostało zoptymalizowane pod kątem zapewniania odpowiedniego docisku. Proste i oszczędne we wzornictwie wnętrze Revuelto zostało zdominowane przez masywną konsolę centralną, a zegary po raz pierwszy utworzył wyświetlacz o przekątnej 12,3 cala. Centralny ekran dotykowy systemu multimedialnego zyskał przekątna 8,4 cala, a ponadto wygospodarowano przestrzeń na jeszcze jeden ekran: dotykowy, 9,1 calowy dla pasażera.
Jednym z głównych tworzyw wykorzystanych do budowy Revuelto zostało włókno węglowe, z którego powstał nie tylko kadłub i rama pojazdu, ale także główne panele nadwozia z wyjątkiem drzwi oraz zderzaków. Równowaga pomiędzy masą pojazdu a możliwościami układu napędowego pozwoliła na optymalny wynik 1,75 kilograma na jednostkę mocy.

### Sprzedaż
Seryjna produkcja Revuelto rozpoczęła się we włoskich zakładach Lamborghini w Sant’Agata Bolognese pod Bolonią w lipcu 2023, z pierwszymi dostawami wyznaczonymi na koniec 2023 roku. Już na początku wytwarzania supersamochodu włoska firma poinformowała, że odnotowała duży popyt na najnowszy model w gamie, posiadając zamówienia na kolejne 3 lata produkcji, do 2026 roku włącznie.

### Dane techniczne
Lamborghini Revuelto to samochód hybrydowy, którego układ napędowy tworzy benzynowy silnik typu V12 o pojemności 6,5 litra, mocy 825 KM i 725 Nm maksymalnego momentu obrotowego. Jednostkę połączono z 8-biegową, dwusprzęgłową automatyczną skrzynią biegów, a także dwoma silnikami elektrycznymi umieszczonymi przy każdej z osi. Generują one po 148 KM mocy i 350 Nm maksymalnego momentu obrotowego, pozwalając na rozwinięcie mocy układu hybrydowego równej łącznie 1050 KM. W ten sposób, w momencie premiery Revuelto zostało najszybszym cywilnym modelem Lamborghini w historii. Supersamochód osiąga 100 km/h w 2,5 sekundy i maksymalnie rozpędza się do 350 km/h, z kolei akumulator o pojemności 3,8 kWh umożliwia na poruszanie się w trybie czysto elektrycznym. Aby naładować akumulator do pełna potrzeba ok. 30 minut, co pozwala poruszać się bez pracy silnika nie więcej niż 15 kilometrów.